# Йосафат (Кунцевич)

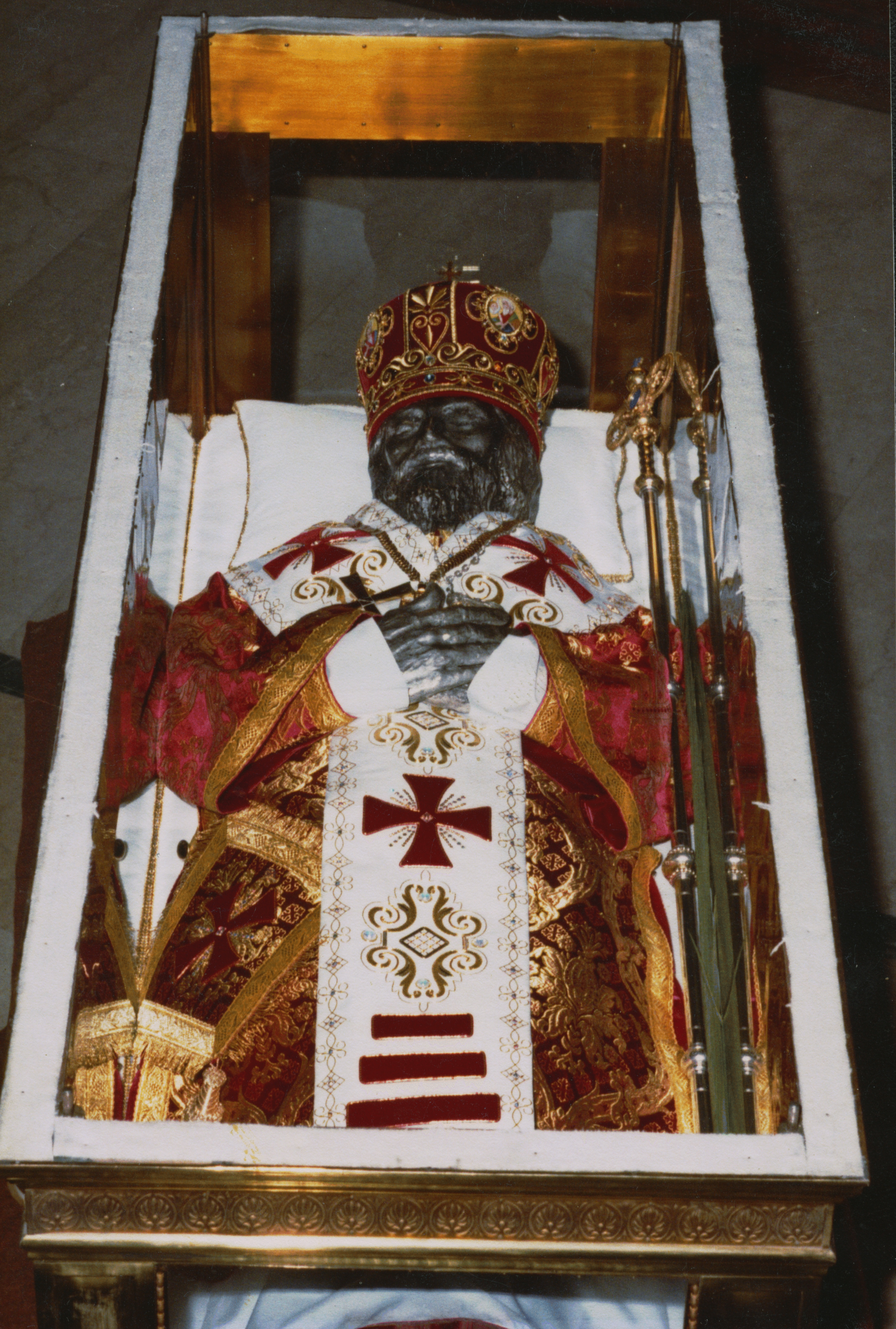
Фото образу Йосафата, 1980-ті роки

Йосафа́т Кунце́вич (Іва́н Гаври́лович Кунце́вич (початково — Кунчич чи Кунчиць) гербу Ружа; пол. Jozafat (Jan) Kuncewicz lub Kunczyc herbu Róża; 1580, Володимир — 12 листопада 1623, Вітебськ) — шляхтич, єпископ Української греко-католицької церкви; з 1618 року — архієпископ Полоцький, засновник монашого ордену Василіян (ЧСВВ).
Беатифікований 16 травня 1642 року. У католицькій церкві канонізований як святий священномученик 1867 року.

## Життєпис

### Дитинство, навчання
Народився у місті Володимирі в православній шляхетській родині. Згідно з останніми даними, це була збідніла родина, яка переїхала на Волинь з центральних земель Великого князівства Литовського. Його батько Гаврило був, за одними свідченнями, небагатим купцем та міським лавником, за іншими — простим шевцем; матір звали Мариною. При хрещенні отримав ім'я Іван.
З дитинства відрізнявся потягом до молебнів та екзальтованим настроєм. Закінчив церковну школу при катедрі у Володимирі. Ще підлітком невдовзі після Берестейської унії 1596 року переїхав з батьками до Вільна.

### Віленський період
У Вільні почав працювати в купця Яцентія Поповича. Тут завдяки власним контактам з Петром Аркудієм (теологом митрополита Іпатія Потія), із єзуїтами — професорами Віленської академії Валентим Ґрозою-Ковальським (Фабрицій) та Яном Ґружевським — поглибив рівень знань. Знав польську, але не знав латини.
1604 року вступив у василіянський монастир при церкві св. Трійці (за іншими даними[джерело не вказане 2721 день], св. Софії) у Вільні, Велике князівство Литовське. Пострижений у чернецтво (Братство святого Василія Великого) з ім'ям Йосафат. Як клірик спочатку вивчав елементи богослов'я під керівництвом Петра Суром'ятника — ректора монастирської школи, після 1607 року — під керівництвом Йосифа Велямина Рутського та єзуїтів з Віленської академії.
Уже тоді він пише твори (7 коротких полемічних трактатів, які не збереглись.) про необхідність відновлення єдності Західної і Східної церкви під керівництвом Папи Римського, постійно проповідує і навертає на Унію значну кількість людей, за що навіть був прозваний православними «душехватом».
1609 року був висвячений у священники католицьким єпископом, отримав номінацію на очільника новіціяту.

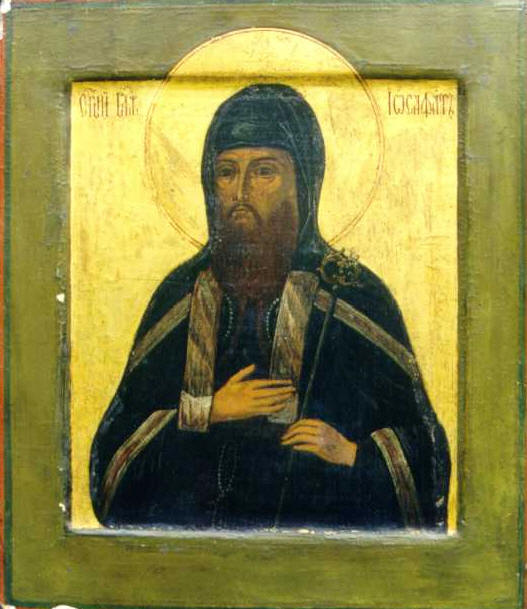
Ікона — Святий Йосафат Кунцевич

### Початки діяльності

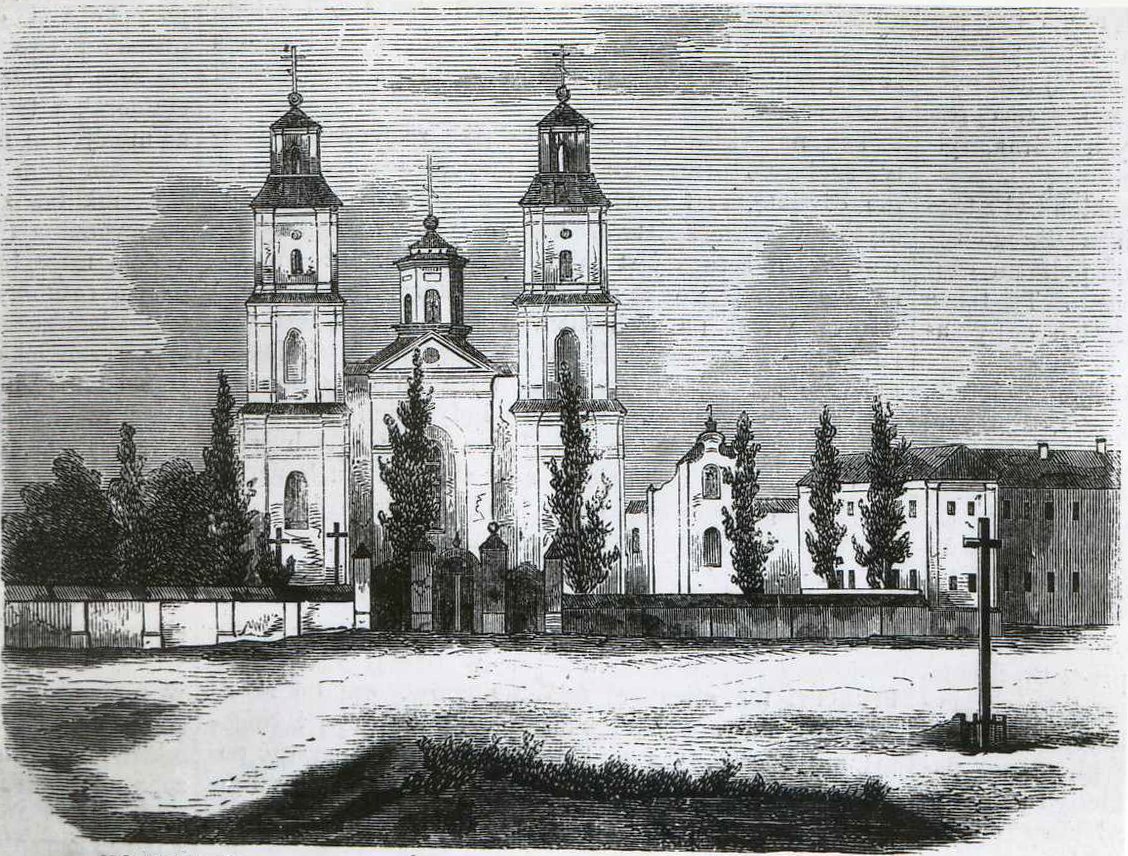
Церква і монастир в Битені

З 1607 року разом з Йосифом Велямином Рутським реорганізував чернече життя, упорядкував монастир і запровадив сувору чернечу дисципліну. 1613 року після призначення Київським греко-католицьким митрополитом Йосифа Велямина Рутського став архімандритом. 1614 року митрополит Йосиф Велямин Рутський взяв Кунцевича з собою до Києва для допомоги в наверненні православних християн до унії. В Печерському монастирі, бачачи відмову ченців переходити в уніатство, став наполягати на перевагах унії і виголошував промови, які сильно обурили ченців — іноків, котрі стягли його з амвона та сильно побили, одначе після богословського диспуту ворожість вляглась. Саме в цей час він почав вживати замість прізвища Кунчич (Кунчиць) його шляхетський варіант Кунцевич.
Завдяки особистим контактам отримав багато фундушів від руської шляхти для заснування шкіл, монастирів. Через зростання кількості монахів перевів новіціят з Вільна до Битеня поблизу Слоніма.

### Полоцький період
Наприкінці 1617 року призначений вікарним єпископом Полоцького архієпископа (у Вітебську), а з кінця 1618 року — самостійним Полоцьким архієпископом. Першими кроками Кунцевича щодо відродження церковного життя на нових теренах стали відновлення храмів (в тому числі Полоцького Софійського собору), відкриття церковно-парафіяльних шкіл та «чистка» кліру. В той час він проявив себе як пристрасний прибічник єдності Західної та Східної церков. Його активність викликала неоднозначну реакцію. У жовтні 1618 року при спробі відвідин Могильова, влада міста закрила перед ним ворота і пригрозила розправою. Кунцевич поскаржився польському королю Сигізмунду III Вазі. З непокірним містом жорстоко розправилися: керівників заколоту стратили, на жителів наклали великий штраф і відібрали всі православні церкви. За даними ПСБ, це відбулося за втручання литовського канцлера Лева Сапіги.

У березні 1620 року, Єрусалимський патріарх Теофан III, повертаючись після патріаршого візиту з Москви, на прохання київської православної спільноти, зупинився в Києві. Після деяких вагань через побоювання репресій з боку польської влади Теофан погодився висвятити православних єпископів, на противагу існуючому уніатському кліру. Це не могло не посилити протиріччя в середовищі християн східного обряду Речі Посполитої. Зокрема єпископом Полоцька був поставлений Мелетій Смотрицький, що були розцінено у Польщі як підбурювання до заколоту і церковного розколу на догоду Туреччині. Зокрема польський король Сигізмунд III писав: 
|  | хтось Смотрицький та Іов Борецький змовилися з підданими турецького султана Османа II, ворога віри християнської і нашого, який на панства наші війною наступає. З якимось пастирем, нібито патріархом єрусалимським, на шпегі до панств наших від цісаря турецького надісланим, важились без дозволу і відома нашого посвячення брати — один на митрополію Київську, а інший — на архієпископство Полоцьке, ігноруючи тих, хто преложенства ці духовні здавна з подання нашого спорадного на собі носять і добре здоров'я мают |

Однак діяльність Мелетія Смотрицького принесла свої плоди. На адресу Кунцевича посипалися звинувачення у переслідуванні православних, на що він змушений був відповісти листом, адресованим Леву Сапезі, який виступив проти методів Й. Кунцевича стосовно православних:
|  | Я ж ніколи нікого до Унії насильством не примушував, такого ніколи не було. Захищати ж мені мої церковні права, (якщо на мене наступають насильством), мене примушує звичайна єпископська присяга |

22 травня 1620 року в Троїцькому монастирі поблизу Полоцька місцеві жителі зібралися для молитви. В той час уніатські священики разом із солдатами оточили громаду, змусивши їх увійти до храму, який потім підпалили. У той же час на сусідньому пагорбі Йосафат Кунцевич проводив подячний молебень, зазначаючи, що "ворогів святої унії стало менше".
На Кунцевича надходили численні скарги з боку православних стосовно «різного роду звірств». 1623 року у Варшаві відбувся сейм, на якому виступив Лаврин Древинський. Вимагаючи припинити переслідування православних, він сказав:
|  | Ми нічого не просимо, крім того, що вже більше 600 років нам належить, що, як святиню, завжди зберігали нам польські королі, що затвердили за нами і сам нинішній король своєю присягою під час свого сходження на престол і самим ділом, надавши нашому патріарху присвятити нам митрополита… У Білорусі Полоцький архієпископ 5 років вже тримає запечатаними православні церкви Орші і Могилева. Громадяни Полоцькі і Вітебські, які не можуть мати у місті із заборони того ж архієпископа, ні церкви, ні навіть будинку для відправлення свого богослужіння, примушені по недільних і святкових днях виходити для того за застави в поле, та й то без священника, так як ні в місті, ні поблизу міста їм не дозволено мати свого священнослужителя… Нарешті, ось справа жахлива, неймовірне, варварське і люте: в минулому році, у тому ж білоруському місті Полоцька, той же апостат-єпископ, щоб ще більше дошкулити городянам, навмисно наказав викопати з землі християнські тіла, нещодавно поховані в церковній огорожі, і викинути з могил на поживу псам, як якесь падло… |

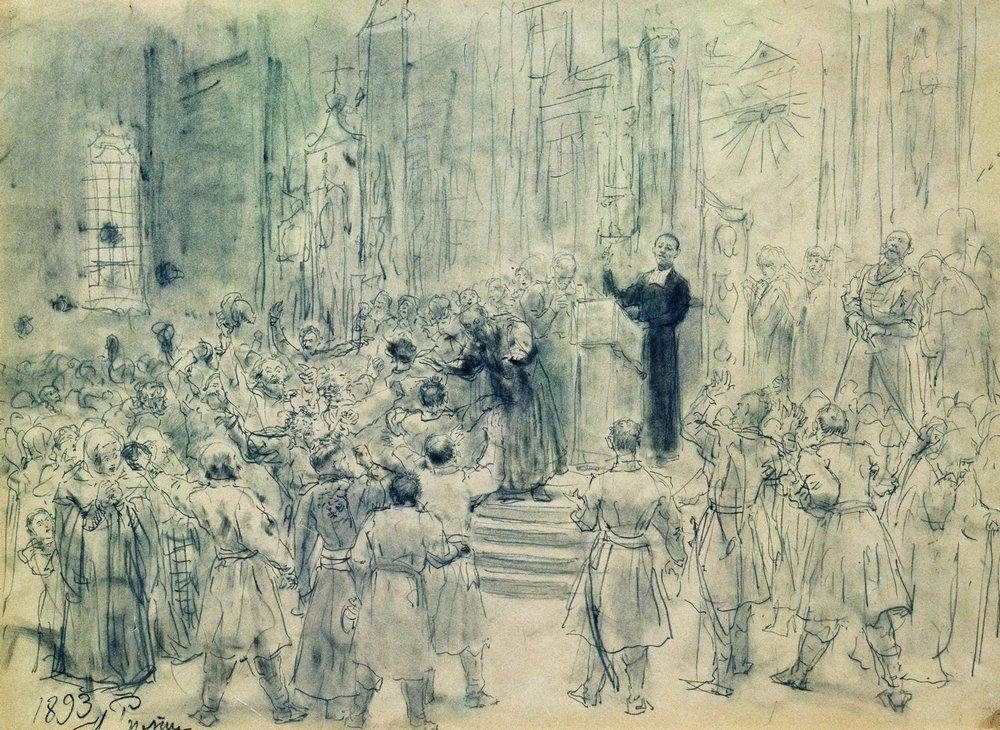
Проповідь Йосафата Кунцевича в Білорусі. Малюнок: Іллі Рєпіна (1893)

За свідченням російських істориків, під впливом численних скарг канцлер Лев Сапега, сам прихильник унії, у листуванні з Кунцевичем звернувся до нього з викриттям. В одному з листів писав про те, що його насильницька діяльність щодо закриття православних храмів веде до погибелі людських душ, оскільки Кунцевич залишає християн без обрядів і таїнств, понадто, така його діяльність загрожує державній безпеці польської держави. Сапега, звертаючись до Кунцевича, писав:
|  | Кажете, що вільно їм уніатів топити, рубати; ні, заповідь Господня всім месникам суворо зробила заборону, яка і вас стосується … Коли насилуєте совісті людської, коли замикаєте церкви, щоб люди без благочестя, без християнських обрядів, без священних треб пропадали, як невірні, коли свавільно зловживаєте милостями і перевагами, від короля отриманими, то справа обходиться і без нас; коли ж з приводу цих безпутність в народі хвилювання, яке треба втихомирювати, тоді нами діри затикати хочете! … Друкувати і замикати церкви і знущатись над ким-небудь веде тільки до згубного руйнування братньої однодумності і взаємної згоди. |

У цьому ж листі Кунцевич описує методи, за допомогою яких він діяв. Протягом півроку в храмах Могилева він дозволив здійснювати православні богослужіння, намагаючись умовити людей прийняти унію. Але за цей час до унії ніхто не приєднався. Після цього Кунцевич виганяє всіх православних священників з храмів, вважаючи, що розкольники або схизматики (як він їх сам постійно називає) ображають Бога на своїх молитовних зборах, а натомість православного духовенства ставить священників-католиків і храми відкриваються тільки під час католицького богослужіння (весь інший час закриті). Таким чином Кунцевич вважає, що він захищає свої церковні права. Грецьких ієрархів, священників і ченців, які приїздили до Польщі для духовного окормлення православних, Кунцевич називає самозванцями, розкольниками та турецькими шпигунами в цьому ж листі.

### Смерть Йосафата

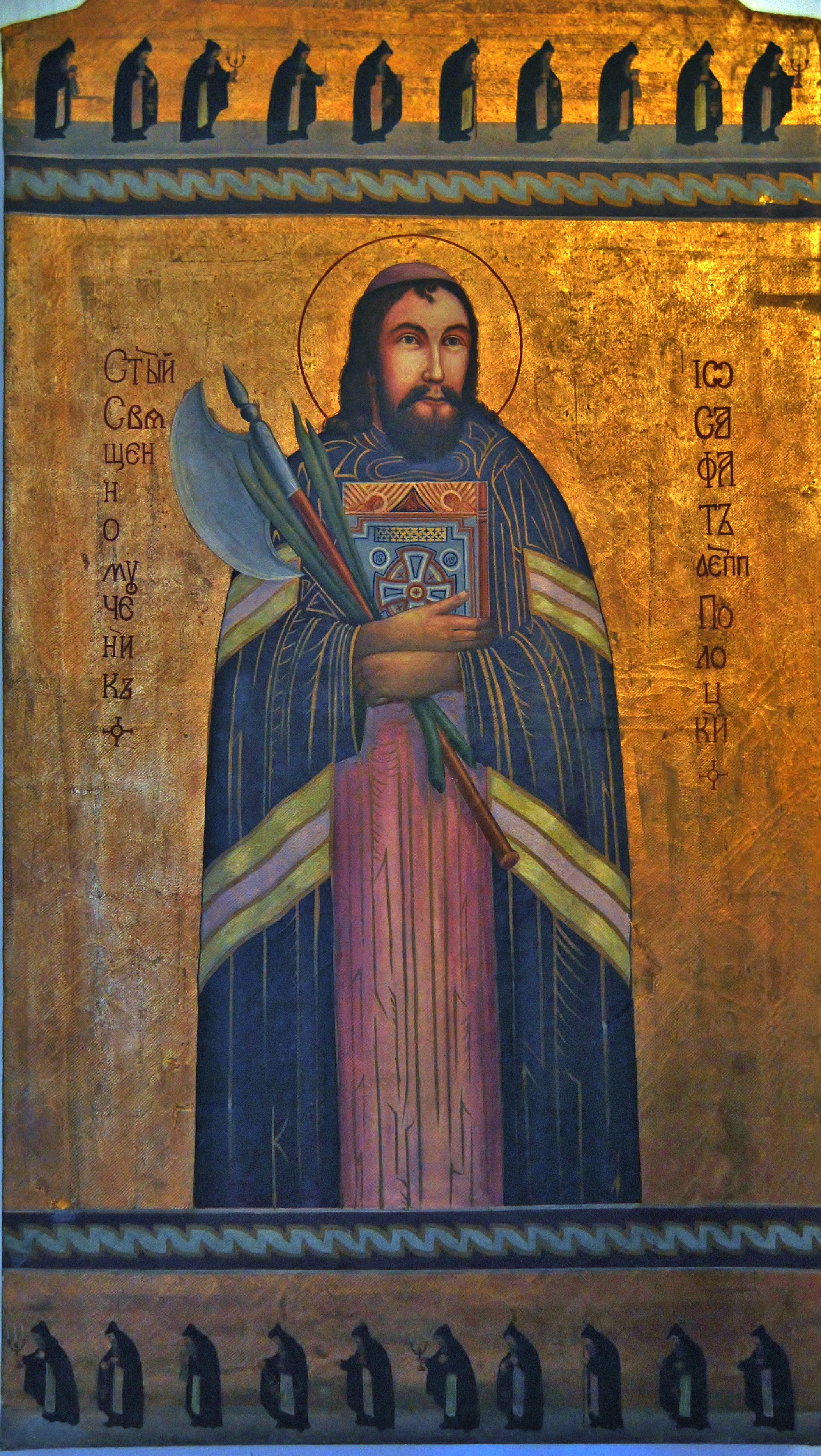
Ікона Св. Йосафата з експозиції Збаразького замку

Приводом для розправи 12 листопада 1623 року став арешт православного священника Іллі, який всупереч заборонам продовжував здійснювати богослужіння в курені за містом, тому що всі православні церкви були закриті владою. 12 листопада, коли архієпископ був на заутрені в соборній церкві, вітебський священник Воскресенської Заручавської церкви Ілля (перед цим підпорядковувався Йосафатові, але потім приєднався до заколотників) часто і без необхідності походжав біля будинку Кунцевича і був затриманий слугами архієпископа, але владика наказав відпустити його. Арешт був представлений як черговий акт гонінь на православних. Підбурювачі вдарили на сполох, розлючений натовп кинувся в покої Йосафата Кунцевича, і розірвали його. Закривавлене тіло архієпископа потягли через усе місто Вітебськ до Західної Двіни, куди і скинули тіло.
Чернець Сильвестр, який приїжджав до Вітебська з листами Смотрицького, надалі став архієпископом Могилевської православної єпархії Сильвестром Косовим. Це підтверджується посиланням про походження Косова з Вітебського воєводства: у судових матеріалах серед змовників згадується вітебський міський писар Адам Косів. Чому вітебляни не стали ходити в церкви, повернуті Кунцевичеві, але побудували шопи у вигляді церков? Прямої відповіді на це питання в документах поки не знайдено. Ніхто з дослідників про це ще не сказав. Так декларувалася неприязнь частини вітеблян до Кунцевича і прихильність до Смотрицького. Однак є ще один фактор — це елемент протестантської, реформаторської церкви. Практично вітебляни в цих знову влаштованих молитовних будинках вже вибирали собі священників (пресвітерів). А те, що Вітебськ був схильний до реформаторських віровчень і обрядів у старі часи, — свідчив ще Ієронім Празький у 1413 році, будучи у Вітебську як посланець Яна Гуса.
З матеріалів суду виразно визначається причетність магістрату і заможної частини вітеблян до заколоту проти Кунцевича. Мотиви і дійсні причини цього вбивства королівським комісарам відшукати не вдалося, оскільки основні призвідники зникли. Швидше за все, намірів вбивати і не було, була змова щодо зміщення Кунцевича, проте натовп почав діяти за законами масового несвідомого, які й зробили натовп некерованим. Діяльність Кунцевича з приведення життя білоруської церкви до ідеалів східної канонічної практики XII століття, різке обмеження впливу світських людей на церковні справи привели до значного невдоволення еліти міста Вітебська, що також стало важливим фактором згоди останньої на зміщення архієпископа та участь у цій змові.
За свідченням очевидців, під час убивства Кунцевича, а також в часі витягнення його тіла з води, мали місце незвичні світлові явища.

## Творчість
Кунцевич — автор низки полемічних творів, зокрема
- «О фальшованю писем словенских»,
- «О старшинстві св. Петра»,
- «О крещенії Владимира»,
- «Катехизис» та ін.

## Вшанування пам'яті
- Кисіль-Дорогиницький Адам Францішек — писар земський вітебський, став фундатором унійного монастиря на місці загибелі свмч. Йосафата Кунцевича[11].
- Казимир Лев Сапега, дідич, зокрема, Чорнобиля, для виготовлення срібної труни Йосафата Кунцевича надав 63 000 талерів[12].
- 1 червня 2013 року вступило в силу рішення міської ради Луцька про перейменування вулиці Уляни Громової на вулицю Йосафата Кунцевича[13].
- З 1898 до грудня 1944 року (за винятком німецької окупації, червень 1941 — липень 1944) вулиця Йозафата у Львові, тепер вулиця Меретина Бернарда[14].
- На прохання УГКЦ, Василіянського Чину у Литві, Громади українців м. Вільнюса та інших культурних і політичних діячів Сейм Литви оголосив 2023 рік роком св. Йосафата Кунцевича, як апостола єдності Литви, України, Польщі та Білорусі.[15]

## Канонізація
1655 року, коли московське військо зайняло Полоцьк, унійний митрополит Антін (Селява) вивіз тіло Кунцевича до монастиря в Жировичах, а потім — до Замостя. Після повернення Полоцька Речі Посполитій тіло перевезли назад в місто. У 1705 р., коли Вітебськ, де зберігалися мощі, зайняло московське військо Петра І,  загарбники найперше хотіли знайти мощі, щоб їх спалити.  Але за сприяння литовського канцлера Кароля Радзивілла мощі Кунцевича вивезли до замкової каплиці в міста Біла Підляська, де перебували до 1764 року. 1769 року їх відкрито поклали в місцевій унійній церкві св. Варвари для загального поклоніння. 1874 року останки тіла було замуровано в церковному склепі. 1917 року мощі владики перевезли до церкви св. Варвари (Відень), з 1946 (1949) року вони перебувають в базиліці с. Петра в Римі.

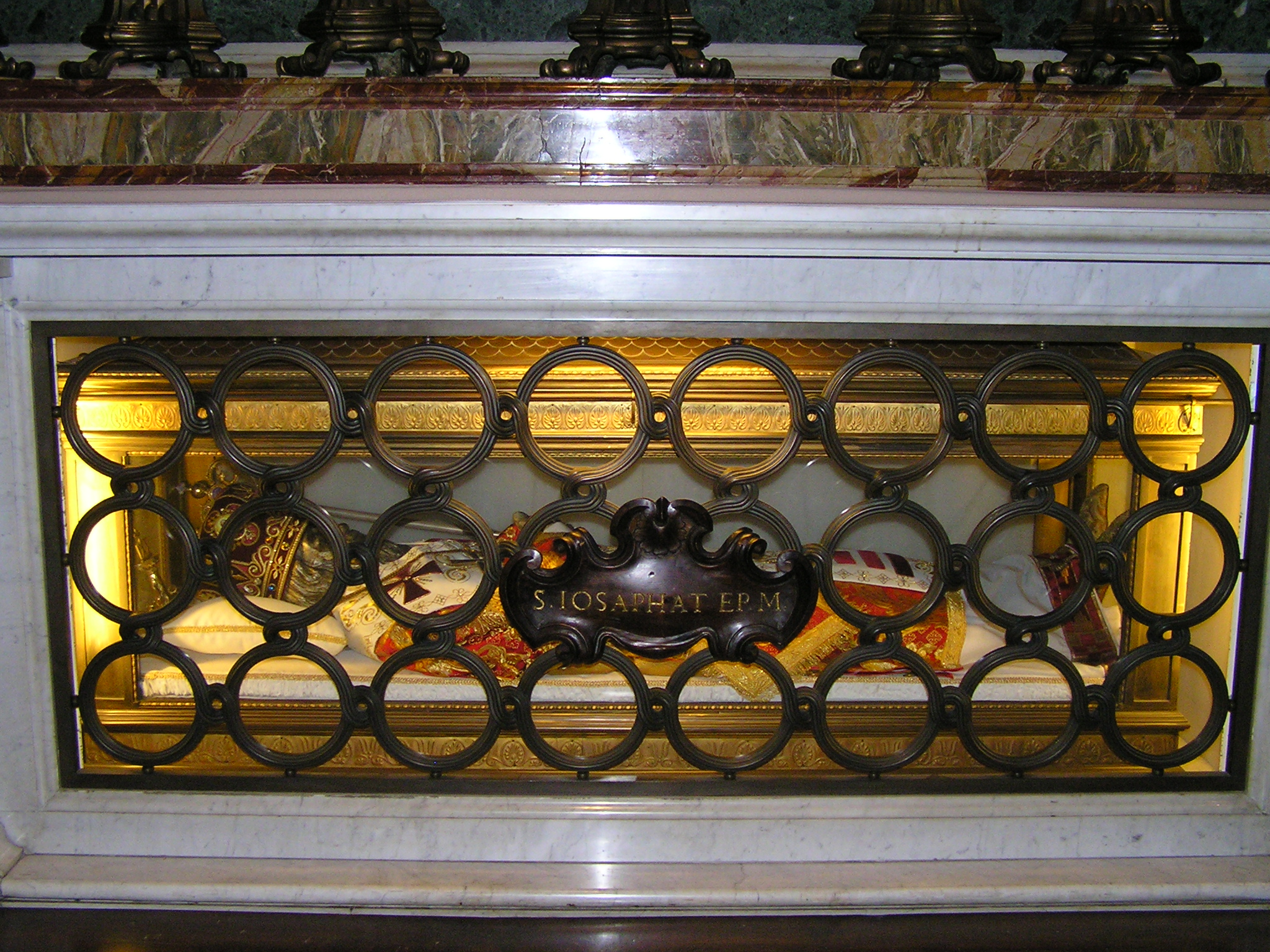
Саркофаг з тілом святого Йосафата у соборі святого Петра в Римі

Беатифікаційний процес почався 1624 року. 1641 року (чи 16 травня 1642) Папа Урбан VIII підписав беатифікаційний декрет, що проголошував Йосафата Блаженним, а Папа римський Пій IX в 29 червня 1867 року зарахував його до лику святих, проголосивши його покровителем для Русі та Польщі. Папа Римський Іван Павло II назвав Кунцевича «апостолом єднання». Св. Йосафат вважається покровителем України.
Ім'я святого Йосафата носить українське монаше згромадження оо. Василіян.